# كازوكي سايتو
كازوكي سايتو (باليابانية: 齊藤 和樹) (21 نوفمبر 1988 في شيزوكا في اليابان – )؛ هو لاعب كرة قدم ياباني سابق كان يلعب كمهاجم.

## وصلات خارجية
- كازوكي سايتو على موقع رابطة كرة القدم اليابانية للمحترفين (اليابانية)
- كازوكي سايتو على موقع قاعدة بيانات كرة القدم.إي يو (الإنجليزية)
- كازوكي سايتو على موقع Soccerway.com (الإنجليزية)
- كازوكي سايتو على موقع عالم كرة القدم.نت (الإنجليزية)
- كازوكي سايتو على موقع كووورة